# Fares (Beòcia)
Fares (en grec antic Φαραί) era una antiga ciutat de Beòcia, a Grècia. Estava situada a poca distància de Tanagra i pertanyia al seu territori, segons Estrabó, juntament amb les ciutats de Micalessos, Harma i Eleó.
Les seves ruïnes es troben en un turó a uns 7 km de les ruïnes de l'antiga Tanagra.